# Xã Elm, Quận Dickey, Bắc Dakota
Xã Elm (tiếng Anh: Elm Township) là một xã thuộc quận Dickey, tiểu bang Bắc Dakota, Hoa Kỳ. Năm 2010, dân số của xã này là 76 người.